# Берцик, Золтан
Золтан Берцик (венг. Berczik Zoltán, 7 августа 1937 — 11 января 2011) — венгерский игрок в настольный теннис, чемпион Европы, призёр чемпионатов мира, многократный чемпион Венгрии.

## Биография
Родился в 1937 году в Нови-Саде (Королевство Югославия), после Второй мировой войны стал гражданином Венгрии. На первенстве Европы среди юниоров 1955 года завоевал серебряную медаль в парном разряде. В 1957—1965 годах принял участие в пяти чемпионатах мира и трёх чемпионатах Европы. На чемпионатах мира стал обладателем 3 серебряных и 3 бронзовых медалей, на чемпионатах Европы — 6 золотых, 1 серебряной и 1 бронзовой.
С 1969 года стал тренером сборной Венгрии. В 1990-х годах написал серию статей по тактике настольного тенниса.